# Typhon Soudelor
Cet article concerne le cyclone tropical de 2015. Pour les autres tempêtes du même nom, voir Cyclone tropical Soudelor.
Le typhon Soudelor ou typhon Hanna est un cyclone tropical de la saison cyclonique 2015 dans l'océan Pacifique nord-ouest. De catégorie 5 sur l'échelle de Saffir-Simpson et avec des vents de 215 km/h en moyenne avec des rafales à plus de 285 km/h, il est le deuxième plus gros cyclone à se développer dans l'hémisphère nord en 2015. Soudelor a eu des répercussions graves dans les îles Mariannes du Nord, à Taïwan et en Chine où au moins trente-huit décès ont été confirmés. Quelques effets ont été ressentis au Japon, en Corée du Sud et aux Philippines.
À cause des destructions et des décès qu'il a causé, le nom Soudelor fut retiré des listes futures de noms par le Comité des cyclones tropicaux de l'Organisation météorologique mondiale durant sa rencontre de février 2016. Ce nom sera remplacé par Saudel à partir de 2021.

## Évolution météorologique
La tempête, qui a débuté sous la forme d'une dépression tropicale près de Pohnpei le 29 juillet s'est d'abord renforcé lentement avant d'entrer dans une période d'intensification rapide le 2 août. Soudelor a touché terre à Saipan tard dans la journée, causant d'importants dommage. Le 3 août, en raison de conditions favorables, le typhon s'est de nouveau amplifié et a atteint son intensité maximale avec des vents de 215 km/h et une pression atmosphérique de 900 hPa. Le Joint Typhoon Warning Center (JTWC) a pu observer des vents soutenus de 285 km/h, faisant de Soudelor un super typhon de catégorie 5. Tout en s'atténuant graduellement, la tempête s'est ensuite dirigée vers l'ouest-nord-ouest et a touché terre à Hualien à la fin de la journée du 7 août pour ensuite émerger dans le détroit de Taiwan tôt le lendemain. Le typhon s'est subséquemment déplacé en Chine orientale et a diminué en dépression tropicale le 9 août.

## Impact

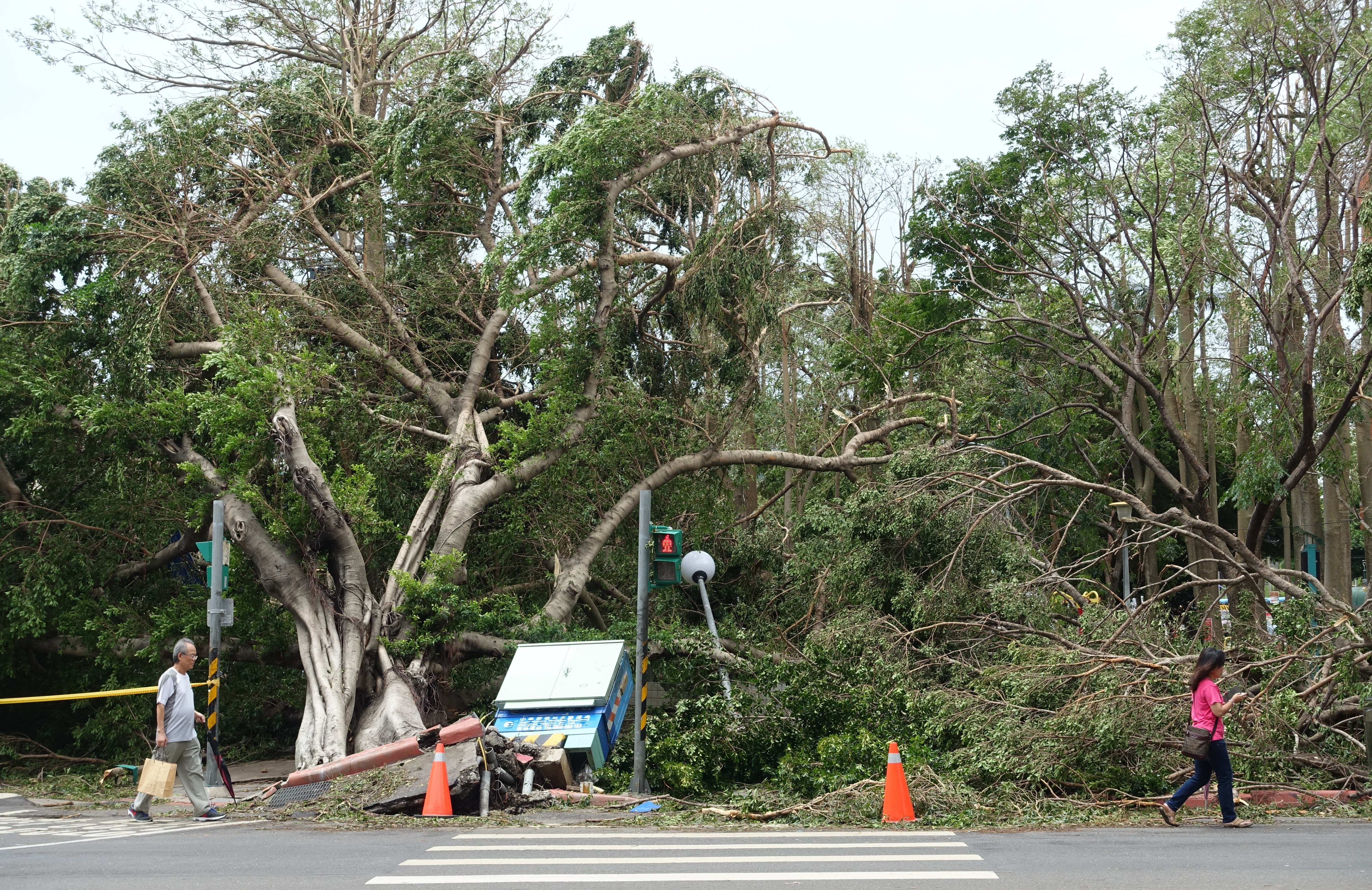
Arbres endommagés à Taipei le 8 août.

Soudelor est la pire tempête à frapper Saipan dans les Mariannes du Nord depuis près de 30 ans. Des centaines de maisons ont été endommagées ou détruites. À Taiwan, des pluies torrentielles et des vents destructeurs ont causé des dommages considérables et des perturbations. Un record de 4,85 millions de ménages ont perdu l'électricité sur l'île. Au moins 9 personnes ont été tuées et 420 autres ont subi des blessures. Des parties de la Chine orientale ont vu leurs plus fortes pluies en 100 ans, provoquant des inondations et glissements de terrain meurtriers. Au moins 26 personnes ont été tuées au pays et le total des pertes économiques ont atteint environ 14,3 milliards de yuans (2,23 milliards $ US).